# Алексеј Семененко
Алексеј Семененко (Одеса, 1988) украјински и немачки је класични виолиниста и универзитетски професое. Освојио је другу награду на такмичењу краљице Елизабете у Бриселу 2015. године, а наступао је у Европи и САД као солиста и камерни музичар. Предаје на Универзитету уметности Фолкванг у немачкој Рурској области.

## Каријера
Семененко је рођен у Одеси. Студирао је виолину и камерну музику, прво у Украјини, затим на Високој школи за музику код Захара Брона и Харалда Шоневега, дипломирао је са дипломским концертом. Освојио је аудиције за младе концертне уметнике у Њујорку 2012. и другу награду на такмичењу краљице Елизабете у Бриселу 2015. што му је донело међународно признање. Наступао је у Вигмор холу у Лондону, Берлинској филхармонији, Бенароја холу у Сијетлу, Кенеди центру у Вашингтону, Келнерској филхармонији, Центру лепих уметности у Бриселу, Алис Тули Хол у Њујорку, Филхармонији у Москви и Концертгебау у Амстердаму.
Семемненко свира у дуу са својом супругом, пијанисткињом Инном Фирсовом. Основао је квартет Стољарски, и свирао у Француској, Малти, Русији, Швајцарској и Украјини. Постао је немачки држављанин и од 2021. предаје виолину на Универзитету уметности Фолкванг.
Након што је одсвирао концерт у Кијеву 23. фебруара 2022, као носилац украјинског пасоша, није могао да напусти Украјину месец дана након што је следећег дана избила инвазија на Украјину. У Лавову је одсвирао добротворни видео концерт 23. марта 2022, заједно са пијанистом Антонијем Баришевским и другима, како би помогао колегама који су бомбардовани. Свирао је и у музичкој школи за ученике и њихове родитеље. После четири недеље, њему и још седам музичара дозвољено је да напусте земљу.  Био је солиста на низу концерата у Немачкој Кијевског симфонијског оркестра. Дириговао је Луиђи Гагеро а програм је био фокусиран на музику украјинских композитора и обухватао је симфонију Березовског у Це-дуру са Шосоновом Поемом, Скориковом Мелодијом у а-молу (1982) и Симфонију бр. 3, оп. 50 (1951), са програмом „Мир ће победити рат” у последњем ставу.
Семененко свира виолину Карла Фердинанда Ландолфија из 1770. године, коју је позајмила Deutsche Stiftung Musikleben.